# Yaşar Kemal
Yaşar Kemal (Gökçedam, 6 de octubre de 1923-Estambul, 28 de febrero de 2015), seudónimo de Kemal Sadık Gökçeli, fue un escritor, guionista y periodista turco de ascendencia kurda y activista de derechos humanos de Turquía. Recibió 38 premios a lo largo de su vida y había sido candidato al Premio Nobel de Literatura por su novela de 1955 Memed, mi halcón.
Intelectual franco, a menudo no dudaba en hablar de temas delicados, especialmente los relativos a la opresión del pueblo kurdo. Fue juzgado en 1995 en virtud de la legislación antiterrorista por un artículo que escribió para Der Spiegel en el que destacaba la destrucción de pueblos kurdos por parte del Ejército turco durante el conflicto turco-kurdo. Fue puesto en libertad, pero más tarde fue condenado a 20 meses de cárcel en suspenso por otro artículo en el que criticaba el racismo en Turquía, especialmente contra los kurdos.

## Biografía
Yaşar Kemal nació en 1923 en Hemite, una aldea en la provincia de Adana, al sur de Turquía. Procedente de una familia de origen kurdo, Perdió el ojo derecho en un accidente con un cuchillo mientras su padre sacrificaba una oveja para Eid al-Adha. A los cinco años presenció cómo su padre era apuñalado hasta la muerte por su hijo adoptivo Yusuf mientras rezaba en una mezquita. Estas experiencias traumáticas dejaron a Kemal con una tartamudez, que le duró hasta los doce años. A los nueve años, Kemal empezó a ir a la escuela en un pueblo vecino; continuó su educación formal en Kadirli, en la provincia de Osmaniye.
Kemal era un bardo destacado a nivel local incluso antes de empezar la escuela, pero no fue apreciado por su madre viuda hasta que compuso una elegía por la muerte de uno de sus ocho hermanos, todos ellos bandidos. Se interesó por la escritura como medio para dejar constancia de su trabajo tras hablar con un vendedor ambulante que le llevaba las cuentas. Su pueblo le pagó los estudios universitarios en Estambul.
Trabajó durante un tiempo para agricultores ricos como peón en los campos de algodón de Çukurova, aparentemente protegiendo el agua del río del uso no autorizado de los agricultores pobres para el riego. Sin embargo, en realidad enseñó a los campesinos pobres a robar el agua sin ser detectados, cogiéndola por la noche. Más tarde trabajó como escritor de cartas, luego como periodista y finalmente como novelista. La policía turca confiscó sus dos primeras novelas. En 1950, Kemal fue encarcelado por supuestas actividades comunistas. Visitó la isla de Akdamar en 1951, donde presenció el inicio de la demolición prevista de la iglesia de la Santa Cruz de la isla. Utilizando sus contactos, ayudó a detener la demolición (la iglesia fue restaurada por el gobierno turco en 2005).

## Trayectoria
Después se trasladó a Estambul para trabajar en el periódico Cumhuriyet, donde adoptó su seudónimo.
En 1962 se afilió al Partido de los Trabajadores de Turquía (TİP) y «fue uno de sus dirigentes hasta que lo dejó tras la invasión soviética de Checoslovaquia en 1968». En 1967, Kemal fundó la revista marxista Ant junto con Dogan Özgüden y Fethi Naci. La revista publicó artículos sobre Engels, Marx, Ho Chi Minh y Che Guevara. La revista se cerró durante la represión de los políticos de izquierdas. Debido a la oleada de asesinatos políticos durante la 1976-1980 violencia política en Turquía, Kemal se trasladó a Suecia durante un tiempo. Fue detenido a menudo por sus actividades políticas. En 1995, fue procesado por hacer propaganda separatista tras escribir un artículo para Index on Censorship, debido a su apoyo a los disidentes kurdos. Fue condenado a 20 meses y recibió una sentencia suspendida en marzo de 1996. En diciembre de 2000, participó en las negociaciones sobre la huelga de hambres contra las Cárceles de tipo F.
Kemal destaca por su estilo irónico desde su época como periodista en el diario Cumhuriyet. Uno de sus personajes más conocidos es Memed, El flaco, bandido mítico y legendario de su obra «El Halcón» (1955), una defensa de las clases más desfavorecidas en clave poética que aglomera las tradiciones orales de Asia Menor. Estuvo en prisión por sus ideas comunistas y su defensa de la minoría kurda.
Su primer libro de cuentos Sarı Sıcak («Calor Amarillo») se publicó en 1952. Se hizo célebre con la publicación de Ince Memed («Memed, El Halcón») en 1955. Kemal es célebre por su lenguaje ordenado y sencillo y la descripción lírica de la vida bucólica de la Anatolia turca. 
Junto a Orhan Pamuk fue, probablemente, el escritor turco más famoso de su época. Fue, asimismo, un eterno aspirante al Premio Nobel de Literatura.

## Años posteriores y muerte
El 14 de enero de 2015, Kemal fue hospitalizado en la Facultad de Medicina Çapa de la Universidad de Estambul, debido a una insuficiencia respiratoria. Durante la tarde del 28 de febrero de 2015, falleció en la unidad de cuidados intensivos, donde había sido ingresado por síndrome de disfunción orgánica múltiple, Tras un servicio funerario religioso celebrado en la Mezquita de Teşvikiye, al que asistieron el expresidente turco Abdullah Gül, líderes de partidos políticos, altos funcionarios y una enorme asamblea de dolientes, fue enterrado el 2 de marzo de 2015 junto a la tumba de su primera esposa Thilda en el Cementerio de Zincirlikuyu. A Kemal le sobrevivieron su esposa Ayşe Semiha Baban y su hijo adoptivo, el artista plástico Ahmet Güneştekin.

## Obras

### Cuentos
- Sarı Sıcak, Estambul.: Varlık, 1952
- Bütün Hikâyeler, Estambul.: Cem, 1975.

### Novelas
- El Halcón (İnce Memed, Estambul, 1955)
- Teneke, Estambul.: Varlık, 1955
- Orta Direk, Estambul.: Remzi, 1960
- Yer Demir Gök Bakır, Estambul.: Güven, 1963
- Ölmez Otu, Estambul.: Ant, 1968
- El retorno del Halcón (İnce Memed II, Estambul, 1969)
- Akçasazın Ağaları / Demirciler Çarşısı Cinayeti, Estambul.: Cem, 1974
- Akçasazın Ağaları / Yusufcuk Yusuf, Estambul.: Cem, 1975
- Yılanı Öldürseler, Estambul.: Cem, 1976
- Al Gözüm Seyreyle Salih, Estambul.: Cem, 1976
- Allahın Askerleri, Estambul.: Milliyet, 1978
- Kuşlar da Gitti, (cuento largo) Estambul.: Milliyet, 1978
- Deniz Küstü, Estambul.: Milliyet, 1978
- Hüyükteki Nar Ağacı, Estambul.: Toros, 1982
- Yağmurcuk Kuşu / Kimsecik I, Estambul.: Toros, 1980
- La sombra del Halcón (İnce Memed III, Estambul, 1984)
- Kale Kapısı / Kimsecik II, Estambul.: Toros, 1985
- El último combate del Halcón (İnce Memed IV, Estambul, 1987)
- Kanın Sesi / Kimsecik III, Estambul.: Toros, 1991
- Fırat Suyu Kan Akıyor Baksana, Estambul.: Adam, 1997
- Karıncanın Su İçtiği, Estambul.: Adam, 2002
- Tanyeri Horozları, Estambul.: Adam, 2002.

### Novela épica
- Üç Anadolu Efsanesi, Estambul.: Ararat, 1967
- Ağrıdağı Efsanesi, Estambul.: Cem, 1970
- Binboğalar Efsanesi, Estambul.: Cem, 1971
- Çakırcalı Efe, Estambul.: Ararat, 1972.

### Reportajes
- Yanan Ormanlarda 50 Gün, Estambul.: Türkiye Ormancılar Cemiyeti, 1955
- Çukurova Yana Yana, Estambul.: Yeditepe, 1955
- Peribacaları, Estambul.: Varlık, 1957
- Bu Diyar Baştan Başa, Estambul.: Cem, 1971
- Bir Bulut Kaynıyor, Estambul.: Cem, 1974.

### Recopilaciones
- Ağıtlar, Adana: Halkevi, 1943
- Taş Çatlasa, Estambul.: Ataç, 1961
- Baldaki Tuz, (1959-74 gazete yazıları) Estambul.: Cem, 1974
- Gökyüzü Mavi Kaldı, (halk edebiyatından seçmeler, S. Eyüboğlu ile)
- Ağacın Çürüğü: Yazılar-Konuşmalar, (der. Alpay Kabacalı) Estambul.: Milliyet, 1980
- Yayımlanmamış 10 Ağıt, Estambul.: Anadolu Sanat, 1985
- Sarı Defterdekiler: Folklor Derlemeleri, (haz. Alpay Kabacalı) Estambul.: Yapı Kredi, 1997
- Ustadır Arı, Estambul.: Can, 1995
- Zulmün Artsın, Estambul.: Can, 1995.

### Novela infantil
- Filler Sultanı ile Kırmızı Sakallı Topal Karınca, Estambul.: Cem, 1977

### Traducciones
- Ayışığı Kuyumcuları (junto a A. Vidalie; Thilda Kemal), Estambul.: Adam, 1977

## Premios y distinciones
- Choix du Syndicat des Críticas Littéraires por la mejor novela extranjera (1977), Tierra de Hierro, Cielo de Cobre (Yer Demir, Gök Bakır).
- Prix du Meilleur livre étranger 1978 por Ölmez Otu; París, enero de 1979.
- Prix Mondial Cino del Duca decerné por sus contribuciones al humanismo moderno; París, octubre de 1982.
- Comandante de la Legión de Honor de Francia; París, 1984.
- Premio Sedat Simavi de la Fundación por la Literatura; Estambul, Turquía, 1985.
- Doctor Honoris Causa , Universidad de Estrasburgo, Francia, 1991.
- Doctor Honoris Causa , Universidad de Akdeniz, Antalya, Turquía, 1992.
- VII Premi Internacional Catalunya, Barcelona, España, 1996.
- Premio Lillian Hellman/Dashiell Hammett por su coraje frente a Represión, Human Rights Watch, EE. UU, 1996.

## Traducciones al español
- Calor amarillo: cuentos completos. Traducido del turco por Gül Isik Alkaç y Fernando García Burillo . Guadarrama: Ediciones del Oriente y del Mediterráneo, 1999.
- El Halcón. Traducción de Rafael Carpintero Ortega. Barcelona: Ediciones B , 1997
- El retorno del Halcón. Traducción de Rafael Carpintero Ortega. Barcelona: Ediciones B, 1998.

- La sombra del Halcón. Traducción de Rafael Carpintero Ortega. Barcelona: Ediciones B, 1999.

- El último combate del Halcón. Traducción de Rafael Carpintero Ortega. Barcelona: Ediciones B, 2000.

- La furia del monte Ararat. Traducción de Rafael Carpintero Ortega. Barcelona: Ediciones B, 1999.

- Si aplastaran la serpiente. Traducido del turco por Fernando García Burillo . Guadarrama (Madrid): Ediciones del Oriente y del Mediterráneo, 2001.